# Malcolm C. Tarver
Malcolm Connor Tarver (* 25. September 1885 in Rural Vale, Whitfield County, Georgia; † 5. März 1960 in Dalton, Georgia) war ein US-amerikanischer Politiker. Zwischen 1927 und 1947 vertrat er den Bundesstaat Georgia im US-Repräsentantenhaus.

## Werdegang
Malcolm Tarver besuchte die öffentlichen Schulen seiner Heimat. Nach einem anschließenden Jurastudium an der Mercer University in Macon und seiner im Jahr 1904 erfolgten Zulassung als Rechtsanwalt begann er in Dalton in seinem neuen Beruf zu arbeiten. Gleichzeitig schlug er als Mitglied der Demokratischen Partei eine politische Laufbahn ein. Zwischen 1909 und 1912 saß er als Abgeordneter im Repräsentantenhaus von Georgia, von 1913 bis 1914 gehörte er dem Staatssenat an. Zwischen 1917 und 1927 war Tarver Richter an verschiedenen Gerichten im Cherokee-Gerichtsbezirk.
Bei den Kongresswahlen des Jahres 1926 wurde Tarver im siebten Wahlbezirk von Georgia in das US-Repräsentantenhaus in Washington, D.C. gewählt, wo er am 4. März 1927 die Nachfolge von Gordon Lee antrat. Nach neun Wiederwahlen konnte er bis zum 3. Januar 1947 zehn zusammenhängende Legislaturperioden im Kongress absolvieren. Dort wurden seit 1933 die New-Deal-Gesetze der Bundesregierung unter Präsident Franklin D. Roosevelt verabschiedet. Seit 1941 wurde auch die Arbeit des Kongresses von den Ereignissen des Zweiten Weltkriegs und danach von dessen unmittelbaren Folgen bestimmt. Während Tarvers Zeit im US-Repräsentantenhaus wurden dort im Jahr 1933 der 20. und der 21. Verfassungszusatz verabschiedet. Ebenfalls im Jahr 1933 wurde Tarver Mitglied eines Sonderausschusses, der die Amtsenthebungsanklage gegen den Bundesrichter Harold Louderback vorbereitete.
Im Jahr 1946 wurde Malcolm Tarver von seiner Partei nicht mehr für eine weitere Legislaturperiode nominiert. Nach seinem Ausscheiden aus dem US-Repräsentantenhaus arbeitete er wieder als Anwalt. Er starb am 5. März 1960 in Dalton.